# Eleonora angielska (królowa Kastylii)
Eleonora angielska (13 października 1162–31 października 1214) – królowa Kastylii i Toledo, żona Alfonsa VIII Szlachetnego, córka Henryka II Plantageneta i Eleonory akwitańskiej.
W 1165 została zaręczona z Fryderykiem Szwabskim, najstarszym synem Fryderyka I Barbarossy, jednak zaręczyny zerwano w 1169 na skutek zmiany sojuszów cesarza.